# Aspach-le-Haut
Aspach-le-Haut is een plaats en voormalige gemeente in het Franse departement Haut-Rhin in de regio Grand Est.

## Geschiedenis
Op 1 januari 2015 fuseerde het arrondissement Thann, waar Aspach-le-Haut deel van uitmaakte met het aangrenzende arrondissement Guebwiller tot het huidige arrondissement Thann-Guebwiller. Op 22 maart 2015 werd het kanton Thann opgeheven en werd de gemeente opgenomen in het aangrenzende kanton Cernay. Op 1 januari 2016 fuseerde Aspach-le-Haut zelf met het aangrenzende Michelbach tot de commune nouvelle Aspach-Michelbach.

## Geografie
De oppervlakte van Aspach-le-Haut bedraagt 8,7 km², de bevolkingsdichtheid is 129,1 inwoners per km².
De onderstaande kaart toont de ligging van Aspach-le-Haut met de belangrijkste infrastructuur en aangrenzende gemeenten.

## Demografie
Onderstaande figuur toont het verloop van het inwonertal (bron: INSEE-tellingen).